# Srinagar (Indie)
Srinagar (hindi श्रीनगर) – miasto w północnych Indiach w stanie Uttarakhand, na pogórzu Himalajów Małych.
Populacja miasta w 2001 roku wynosiła 19 861 mieszkańców.